# Isallobare

Boucle du déplacement des centres catallobariques et anallobariques lors du passage d'un front froid (dans l'axe des lignes très concentrées)

Une isallobare est, sur une carte, une ligne qui joint les points de la Terre où les variations de la pression atmosphérique sont égales en un temps donné. Ces lignes peuvent se subdiviser en deux : les anallobares sont des lignes joignant les points d'égale augmentation et les catallobares montrent les points d'égale diminution,.

## Effets

### Déplacement des systèmes

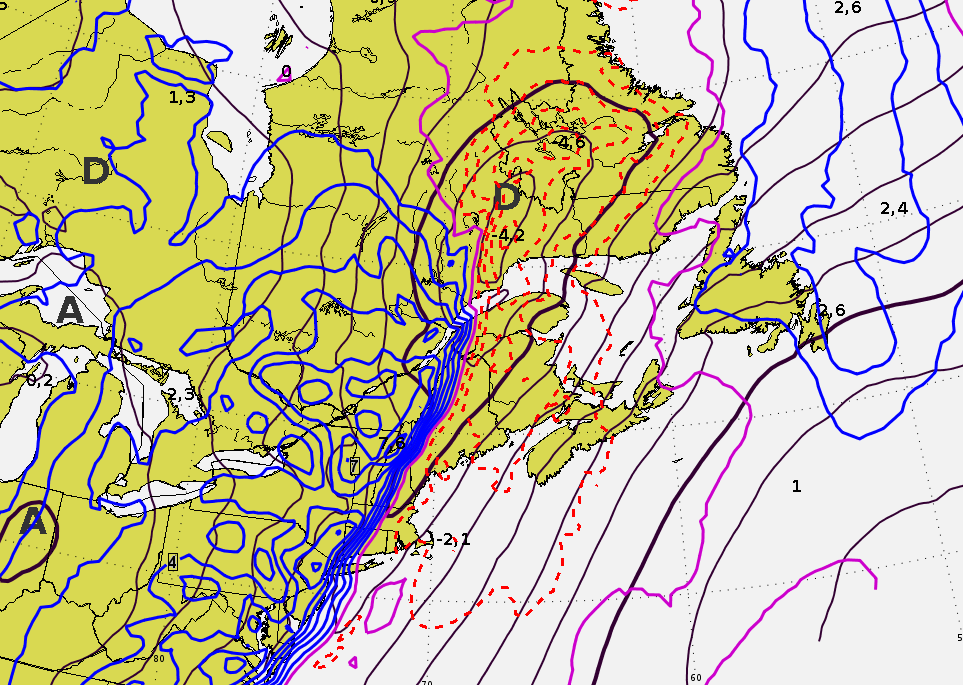
Carte météorologique montrant en noir la pression (isobares), en bleu les anallobares et en rouge les catallobares

En général, il y aura un doublet de centres d'anallobares et de catallobares autour d'un système météorologique. Ainsi à l'est d'un anticyclone, la pression monte et elle descend après son passage (vice-versa pour une dépression). La carte météorologique à gauche montre ainsi une dépression (D) flanquée de deux crêtes barométriques. Les lignes en noir sont les isobares, ou lignes d'égale pression, et les lignes colorées montrent les isallobares.
La ligne imaginaire qui unit les centres isallobariques indique la direction instantanée du déplacement : les dépressions se dirigent vers les baisses et les anticyclones vers les hausses. La même chose peut être dit des fronts et la boucle dans l'introduction de l'article montre ainsi le déplacement des centres de hausse et baisse de pression associés avec un front froid. Ce dernier se retrouve dans l'axe des lignes très serrées au centre des images, plus ou moins le long de la ligne de « 0 » de variation de pression.
Si le centre d'une dépression se trouve sous des catallobares cela indique non seulement le sens de déplacement mais également que ce système est en intensification car il est lui-même en baisse de pression. La même chose peut être dite pour un anticyclone qui se retrouve sous des anallobares et donc en augmentation de pression.

### Vent isallobarique

Composantes isallobariques des vents allant des hausses (H) vers les baisses (B) et donnant un corridor très venteux.

Les changements de pression affectent aussi le vent. Ce dernier est en première approximation un équilibre entre le gradient de pression atmosphérique et la force de Coriolis due à la rotation de la Terre,. Lorsque la direction du déplacement de l’air se stabilise entre ces deux forces, il devient parallèle aux isobares et donne le vent géostrophique. Ce dernier va donner le vent réel en tenant compte de la friction et la force centripète près de la surface. Une variation du champ de pression montrée par les isallobares ajoute aussi une composante d'accélération à cet équilibre et doit être tenu en compte dans le calcul du vent (voir vent agéostrophique).
Par définition, ce vent isallobarique est la vitesse du vent pour laquelle l'accélération du vent géostrophique est exactement compensée par la force de Coriolis. Il est dans la direction allant des anallobares vers les catallobares, perpendiculairement aux isallobares, et s'additionne vectoriellement au vent calculé par les autres facteurs,. Elle est un effet de second ordre qui s'exprime par (démontrée dans la boîte déroulante ci-dessous) :
{\displaystyle {\overrightarrow {V_{isallo}}}={\overrightarrow {k}}\wedge {\frac {1}{f}}{\frac {\partial {\overrightarrow {V}}_{g}}{\partial t}}={\frac {\alpha }{f^{2}}}\nabla _{H}{\frac {\partial p}{\partial t}}}
Où :
- k est le vecteur unitaire pointé dans la direction verticale
- f est le paramètre de Coriolis
- Vg est le vent géostrophique
- α est le volume massique (l'inverse de la masse volumique ρ)
- ∇H le gradient horizontal
- p est la pression atmosphérique

Les systèmes de mauvais temps se déplacent en général d'ouest en est aux latitudes tempérées. Donc, les zones de hausse de pression se trouvent à l'ouest d'une dépression et les zones de baisse de pression sont à l'est. Lorsqu'une perturbation approche, la vitesse de baisse de pression augmente vers l'ouest et donc le vent isallobarique sera de secteur est et s'opposera au vent dominant qui est de secteur ouest. Cette zone correspond à l'avant d'un front chaud. Lorsque le front froid passe, la pression est souvent à son minimum et donc à l'ouest du front la pression augmente et donc le vent isallobarique sera de secteur ouest. Par conséquent,
le vent isallobarique a pour effet de diminuer les vents au passage d'un front chaud (vent isallobarique d'est et vent dans le secteur chaud du secteur sud-ouest dans l'hémisphère nord) et de les augmenter autour d'un front froid (vent isallobarique d'ouest et vent au sol virant au nord-ouest au passage du front). Elle peut donner des rafales particulièrement importantes au passage de ce dernier.
Il est à noter que le changement apporté par le vent isallobarique est à l'échelle synoptique, varie dans le temps et prend un certain temps à se manifester comme c'est une accélération. Il est donc parfois difficile de différencier son effet. Il peut parfois être confondu avec d'autres effets locaux comme le rabattement vers le sol d'un courant-jet de bas niveau dans de l'air instable ou celui d'une onde de gravité en aval de montagnes devant un front chaud.